# Mario Traina
Mario Traina (17 aprile 1930 – 9 ottobre 2010) è stato un numismatico italiano.

## Biografia
È stato uno dei maggiori studiosi e divulgatori di numismatica della seconda metà del XX secolo.
Divenuto giornalista di professione dopo aver conseguito una laurea in giurisprudenza, già nel 1967 riuscì a pubblicare la sua prima importante opera, Le monete italiane del XVIII secolo: I Savoia, da lì prese il sopravvento il grande amore che lo legherà allo studio e alla ricerca numismatica sino alla sua morte avvenuta nel 2010 all'età di 80 anni.
Altre sue opere importanti sono le monete ossidionali Italiane, Investire in monete, la storia della lira nella repubblica Italiana, e la più recente Il linguaggio delle monete, che andò a sostituire l'ormai affatto aggiornato Vocabolario di Donati; oltre a queste opere, Traina si impiegò più che altro nell'ambito delle varie riviste, scrisse su Soldi Numismatica, Italia Numismatica, La Numismatica, Numismatica ed antichità Classiche, nella RIN e infine per Cronaca numismatica, cui dette genesi e che diresse anche per diversi anni.
Oltre ad aver fatto parte di varie giurie e commissioni, Mario Traina ha fatto parte del Consiglio all'Accademia di studi Filatelici e Numismatici di Reggio Emilia, si è fatto promotore dell'allora nascente Accademia Italiana di Studi Numismatici, di cui è stato eletto Presidente, ed in seguito presidente onorario; è stato socio della Società Numismatica Italiana.
Nel 2008 ha ricevuto un prestigioso riconoscimento alla carriera, il premio "Maestri di Numismatica".
Ogni anno l'Accademia Italiana di Studi Numismatici gli dedica il concorso "Premio Traina", che sovvenziona le migliori tesi di laurea di carattere numismatico.